# Seriemagasinet Extra
Seriemagasinet Extra, systertidning till Seriemagasinet, gavs ut 1990–91 av Semic Press. Innehöll bland annat serierna "Jack Cadillac", "Usagi Yojimbo", "Concrete", "Steve Canyon" och "Crossfire".
Gavs endast ut med 5 nr (3 st 1990 och 2 st 1991) innan tidningen bytte namn. Den skulle ha kallats Action men det blev istället Thriller för att inte sammanblandas med Actionserien som lanserades samtidigt.
 Artikeln var, i den version den hade den 23 maj 2006, helt eller delvis hämtad från Seriewikin (hos Seriefrämjandet): Seriemagasinet Extra